# 대구광역시의 문화유산자료
대구광역시의 문화재자료는 문화재자료 중에서 대구광역시 내에 있는 문화재를 의미한다.

## 지정목록
| 번호 | 사진 | 명칭                                                                      | 소재지                                         | 관리자 (단체)              | 지정일                                                                | 참조 |
| 1호  |      | 대구향교대성전 (大邱鄕校大成殿)                                           | 대구 중구 명륜로 112 (남산동)                  | 대구향교재단               | 1982년 3월 4일 지정                                                   |      |
| 2호  |      | 구암서원숭현사 (龜岩書院崇賢祠)                                           | 대구 북구 연암공원로 17길20(산격동)            | 달성서씨대종회             | 1982년 3월 4일 지정                                                   |      |
| 3호  |      | 관풍루 (觀風樓)                                                           | 대구 중구 달성공원로 35 (달성로)               | 중구                       | 1982년 3월 4일 지정                                                   |      |
| 4호  |      | 산격동반가사유석상 (山格洞半跏思惟石像)                                   | 대구 북구 대학로 80 (산격동) 경북대학교 박물관 | 대구광역시                 | 1975년 2월 5일 지정, 1989년 4월 10일 해제, 보물 제997호로 승격        |      |
| 5호  |      | 법장사삼층석탑 (法藏寺三層石塔)                                           | 대구 남구 고산3길 96-4 (봉덕동)                | 법장사                     | 1975년 2월 5일 지정                                                   |      |
| 6호  |      | 칠곡향교대성전 (漆谷鄕校大成殿)                                           | 대구 북구 칠곡중앙대로 597(읍내동)             | 칠곡향교                   | 1982년 3월 4일 지정                                                   |      |
| 7호  |      | 파계사설선당 (把溪寺設禪堂)                                               | 대구 동구 파계로 741 (중대동)                  | 파계사                     | 1984년 7월 25일 지정                                                  |      |
| 8호  |      | 파계사산령각 (把溪寺山靈閣)                                               | 대구 동구 파계로 741 (중대동)                  | 파계사                     | 1984년 7월 25일 지정                                                  |      |
| 9호  |      | 파계사적묵당 (把溪寺寂默堂)                                               | 대구 동구 파계로 741 (중대동)                  | 파계사                     | 1984년 7월 25일 지정                                                  |      |
| 10호 |      | 파계사진동루 (把溪寺鎭洞樓)                                               | 대구 동구 파계로 741 (중대동)                  | 파계사                     | 1984년 7월 25일 지정                                                  |      |
| 11호 |      | 파계사기영각 (把溪寺祈永閣)                                               | 대구 동구 파계로 741 (중대동)                  | 파계사                     | 1984년 7월 25일 지정                                                  |      |
| 12호 |      | 독암서당 (獨岩書堂)                                                       | 대구 동구 팔공로68길 36 (봉무동)               | 최웅태외 4명               | 1984년 7월 25일 지정                                                  |      |
| 13호 |      | 첨백당 (瞻栢堂)                                                           | 대구 동구 평광동 970                           | 단양우씨첨백당파종중       | 1984년 7월 25일 지정                                                  |      |
| 14호 |      | 야수정 (倻搜亭)                                                           | 대구 수성구 상동 139-1                         | 진학렬                     | 1984년 7월 25일 지정                                                  |      |
| 15호 |      | 고산서당 (孤山書堂)                                                       | 대구 수성구 성동 산22                          | 서병연                     | 1984년 7월 25일 지정                                                  |      |
| 16호 |      | 동화사수마제전 (桐華寺須摩提殿)                                           | 대구 동구 동화사1길 1 (도학동)                 | 동화사                     | 1986년 12월 5일 지정                                                  |      |
| 17호 |      | 독무재 (獨茂齋)                                                           | 대구 수성구 화랑로42길 31 (만촌동)             | 달성하씨독무재종중         | 1989년 6월 15일 지정                                                  |      |
| 18호 |      | 하효자정려각 (夏孝子旌閭閣)                                               | 대구 수성구 만촌동 389-9                       | 달성하씨봉사공파만촌종중   | 1989년 6월 15일 지정                                                  |      |
| 19호 |      | 첨모재 (瞻慕齋)                                                           | 대구 수성구 황금동 258                         | 달성서씨판서공파           | 1989년 6월 15일 지정, 1993년 7월 15일 해제, 가치 상실로 인한 지정해제 |      |
| 20호 |      | 문창공영당 (文昌公影堂)                                                   | 대구 동구 도평로38길 51 (도동)                 | 경주최씨광정공파종중       | 1989년 8월 10일 지정                                                  |      |
| 21호 |      | 수릉향탄금계표석 (綏陵香炭禁界標石)                                       | 대구 동구 용수동 39-1                          | 동구                       | 1990년 5월 15일 지정                                                  |      |
| 22호 |      | 부인사일명암지석등 (夫人寺逸名庵址石燈)                                   | 대구 동구 팔공산로 967-28 (신무동)             | 부인사                     | 1990년 5월 15일 지정                                                  |      |
| 23호 |      | 성유스티노신학교 (聖유스티노神學校)                                       | 대구 중구 명륜로12길 47 (남산동)               | 대구구천주교회유지재단     | 1990년 12월 15일 지정                                                 |      |
| 24호 |      | 샬트르성바오르수녀원코미넷관 (샬트르聖바오르修女院코미넷관)               | 대구 중구 남산로4길 111 (남산동)               | 성바오로수녀회유지재단     | 1990년 12월 15일 지정                                                 |      |
| 25호 |      | 문창공영정 (文昌公影幀)                                                   | 대구 동구 도평로38길 51 (도동)                 | 경주최씨구회당종중         | 1990년 12월 15일 지정                                                 |      |
| 26호 |      | 사명당대장진영 (泗溟堂大將眞影)                                           | 대구 동구 동화사1길 1 (도학동)                 | 동화사                     | 1990년 12월 15일 지정, 2006년 12월 29일 해제, 보물 제1505호로 승격    |      |
| 27호 |      | 현풍향교대성전 (玄風鄕校大成殿)                                           | 대구 달성군 현풍면 현풍동로20길 27-8           | 경북향교재단               | 1995년 5월 12일 지정                                                  |      |
| 28호 |      | 용연사삼층석탑 (龍淵寺三層石塔)                                           | 대구 달성군 옥포읍 용연사길 260                | 용연사                     | 1995년 5월 12일 지정                                                  |      |
| 29호 |      | 현풍곽씨십이정려각 (玄風郭氏十二旌閭閣)                                   | 대구 달성군 현풍면 지동길 3                    | 곽동후                     | 1995년 5월 12일 지정                                                  |      |
| 30호 |      | 이노정 (二老亭)                                                           | 대구 달성군 구지면 내리길 19-17                | 제일강정                   | 1995년 5월 12일 지정                                                  |      |
| 31호 |      | 소계정 (小溪亭)                                                           | 대구 달성군 옥포읍 옥포로57길 25-14            | 석주영                     | 1995년 5월 12일 지정                                                  |      |
| 32호 |      | 이양서원 (尼陽書院)                                                       | 대구 달성군 현풍읍 삼강3길 23 일대             | 이양서원                   | 1995년 5월 12일 지정                                                  |      |
| 33호 |      | 수릉봉산계표석 (綏陵封山界標石)                                           | 대구 동구 신무동 산6                           | 최원호                     | 1995년 5월 12일 지정                                                  |      |
| 34호 |      | 부도암부도 (浮屠庵浮屠)                                                   | 대구 동구 동화사1길 1 (도학동)                 | 동화사                     | 1995년 5월 12일 지정                                                  |      |
| 35호 |      | 효자강순항정려각 (孝子姜順恒旌閭閣)                                       | 대구 동구 도평로107길 9 (평광동)               | 진주강씨승지공파사정공문중 | 2000년 2월 29일 지정                                                  |      |
| 36호 |      | 관수정 (觀水亭)                                                           | 대구 달성군 구지면 구지서로 706-20             | 서흥김씨관수정사우당종중   | 2004년 6월 10일 지정                                                  |      |
| 37호 |      | 동화사대웅전삼장탱 (桐華寺大雄殿三藏幀)                                   | 대구 동구 동화사1길 1 (도학동)                 | 대한불교조계종 동화사      | 2006년 4월 20일 지정, 2012년 8월 24일 해제, 보물 제1772호로 승격      |      |
| 38호 |      | 동화사부도암신중탱 (桐華寺浮屠庵神衆幀)                                   | 대구 동구 동화사1길 1 (도학동)                 | 대한불교조계종 동화사      | 2006년 4월 20일 지정                                                  |      |
| 39호 |      | 동화사죽암당대선사선찰진영 (桐華寺竹庵堂大禪師善刹眞影)                   | 대구 동구 동화사1길 1 (도학동)                 | 대한불교조계종 동화사      | 2006년 4월 20일 지정                                                  |      |
| 40호 |      | 최흥원정려각 (崔興遠旌閭閣)                                               | 대구 동구 둔산동 375                           | 최두영                     | 2006년 4월 20일 지정                                                  |      |
| 41호 |      | 수구당 (數咎堂)                                                           | 대구 동구 옻골로 201-2 (둔산동)                | 경주최씨칠계파노당회       | 2006년 4월 20일 지정                                                  |      |
| 42호 |      | 유가만세교 (瑜伽萬歲橋)                                                   | 대구 달성군 유가면 양리 575-2                  | .                          | 2006년 4월 20일 지정                                                  |      |
| 43호 |      | 소재사대웅전 (消災寺大雄殿)                                               | 대구 달성군 유가면 휴양림길 228                | 대한불교조계종 소재사      | 2006년 4월 20일 지정                                                  |      |
| 44호 |      | 소재사목조지장보살좌상 (消災寺木造地藏菩薩坐像)                           | 대구 달성군 유가면 휴양림길 228                | 대한불교조계종 소재사      | 2006년 4월 20일 지정                                                  |      |
| 45호 |      | 동계정 (東溪亭)                                                           | 대구 동구 옻골로 204 (둔산동) 외               | 대구광역시 동구            | 2008년 4월 10일 지정                                                  |      |
| 46호 |      | 신숭겸영각유허비 (申崇謙影閣遺墟碑)                                       | 대구 동구 평광동 산36번지                      | 대구광역시 동구            | 2008년 4월 10일 지정                                                  |      |
| 47호 |      | 대구 동화사 금당 아미타극락회상도 (大邱 桐華寺 金堂 阿彌陀極樂會上圖)     | 대구 동구 동화사1길 1 (도학동)                 | 동화사                     | 2012년 1월 30일 지정                                                  |      |
| 48호 |      | 대구 동화사 대웅전 신중도 (大邱 桐華寺 大雄殿 神衆圖)                     | 대구 동구 동화사1길 1 (도학동)                 | 동화사                     | 2012년 1월 30일 지정                                                  |      |
| 49호 |      | 대구 동화사 감로도 (大邱 桐華寺 甘露圖)                                   | 대구 동구 동화사1길 1 (도학동)                 | 동화사                     | 2012년 1월 30일 지정                                                  |      |
| 50호 |      | 대구 동화사 사천왕도 (大邱 桐華寺 四天王圖)                               | 대구 동구 동화사1길 1 (도학동)                 | 동화사                     | 2012년 1월 30일 지정                                                  |      |
| 51호 |      | 대구 북지장사 아미타삼존불좌상 (大邱 北地藏寺 阿彌陀三尊佛坐像)           | 대구 동구 도장길 243 (도학동)                  | 북지장사                   | 2012년 1월 30일 지정                                                  |      |
| 52호 |      | 대구 파계사 아미타삼존도 (大邱 把溪寺 阿彌陀三尊圖)                       | 대구 동구 파계로 741(중대동)                   | 대한불교 조계종 파계사     | 2015년 5월 11일 지정                                                  |      |
| 53호 |      | 대구 파계사 신중도 및 복장유물 일괄 (大邱 把溪寺 神衆圖 및 腹藏遺物 一括) | 대구 동구 파계로 741(중대동)                   | 대한불교 조계종 파계사     | 2015년 5월 11일 지정                                                  |      |
| 54호 |      | 대구 파계사 소장 책판 일괄 (大邱 把溪寺 所藏 冊板 一括)                   | 대구 동구 파계로 741(중대동)                   | 대한불교 조계종 파계사     | 2015년 5월 11일 지정                                                  |      |
| 55호 |      | 대구 북지장사 금고 (大邱 北地藏寺 金鼓)                                   | 대구 동구 도장길 243(도학동)                   | 대한불교조계종 북지장사    | 2015년 5월 11일 지정                                                  |      |
| 56호 |      | 현풍 추보당 (玄風 追報堂)                                                 | 대구 달성군 현풍면 삼강1길 22                  | 현풍곽씨문중 추보당 종회   | 2015년 5월 11일 지정                                                  |      |
| 57호 |      | 현풍 한훤당 종택 내 사당 (玄風 寒暄堂 宗宅 內 祠堂)                       | 대구 달성군 현풍면 지동1길 43(지리 1143)       | 서흥김씨 영남파 종중       | 2018년 2월 12일 지정                                                  | ,    |

## 참고 자료
- 대구광역시 공보
- 대구광역시 고시/공고